# (541074) 2018 PE26
(541074) 2018 PE26 es un asteroide perteneciente al cinturón de asteroides descubierto el 29 de septiembre de 2003 por el equipo del Lowell Observatory Near-Earth-Object Search desde la Estación Anderson Mesa (condado de Coconino, cerca de Flagstaff, Arizona, Estados Unidos).

## Designación y nombre
Designado provisionalmente como 2018 PE26.

## Características orbitales
2018 PE26 está situado a una distancia media del Sol de 2,978 ua, pudiendo alejarse hasta 3,666 ua y acercarse hasta 2,290 ua. Su excentricidad es 0,231 y la inclinación orbital 14,54 grados. Emplea 1877,43 días en completar una órbita alrededor del Sol.

## Características físicas
La magnitud absoluta de 2018 PE26 es 15,8. 